# Victoria Alonsoperez
Victoria Alonsoperez, née en 1987, est une ingénieure et entrepreneure uruguayenne dans le secteur de l'électronique et des télécommunications. Elle est l'inventrice de Chipsafer, une plate-forme permettant de suivre les bovins et de détecter à distance et de manière autonome les anomalies de comportement.

## Jeunesse
María Victoria Alonsoperez est née en Uruguay. Elle étudie l'ingénierie électrique et spatiale à l'Université de la République à Montevideo,,. Pour sa thèse de premier cycle, elle travaille sur la conception des systèmes électroniques pour le premier satellite uruguayen. En 2009, Alonsoperez reçoit une subvention pour la jeunesse de la Fédération internationale d'astronautique, qui lui permet de participer à plusieurs congrès d'astronautique et de participer au Space Generation Advisory Council. En 2011, elle suit un programme d'études spatiales à l'International Space University à Strasbourg et participe à un concours international où elle remporte le défi de vol acrobatique en gravité zéro à Barcelone avec deux collègues,. Elle obtient également un diplôme d'études supérieures en génie aérospatial, devenant la première uruguayenne à étudier sur le terrain.

## Carrière
À l'âge de 12 ans, Alonsoperez invente un système de surveillance permettant de suivre le comportement du bétail, qui peut être utilisé pour prévenir une nouvelle épidémie comme celle de fièvre aphteuse ayant ravagé son pays en 2001. Onze ans plus tard, alors qu'elle travaille comme professeure associée à l'International Space University, elle entend parler du concours des jeunes innovateurs de l'Union internationale des télécommunications. Alonsoperez développe alors son idée pour en faire une application appelée Chipsafer, qui lui fait remporter le concours. En 2013, Alonsoperez remporte aussi le prix du meilleur jeune inventeur de l'Organisation mondiale de la propriété intellectuelle. En 2014, la Banque interaméricaine de développement désigne l'application comme la start-up la plus innovante d'Amérique latine et des Caraïbes, et le MIT Technology Review la désigne comme l'innovatrice de l'année pour l'Argentine et l'Uruguay.
L'un des avantages de gagner ce concours est l'obtention d'un cours sur l'entrepreneuriat, où Alonsoperez apprend à créer une société de développement et à créer un prototype. Elle fonde alors IEETech pour mettre au point son prototype d'application. Après l'avoir testée, elle se lance dans la commercialisation grâce au financement initial de l’Agence nationale uruguayenne pour la recherche et l’innovation pour un montant de 70 000 $,. Une fois le prototype créé, Alonsoperez se lance à la recherche d'investisseurs à des fins de test à grande échelle. L'appareil est un collier solaire qui envoie des données aux serveurs d'IEETech qui les analysent ensuite pour détecter des anomalies. Les serveurs peuvent modifier les informations reçues ou mettre à jour la fonction à distance, et les propriétaires de bétail peuvent modifier les données et avoir des rapports personnalisés,. En 2015, Alonsoperez s'associe à des agriculteurs locaux et à l'Université de la République pour des tests supplémentaires et en profiter pour nouer des relations de travail. Cette année-là, elle est nommée parmi les femmes les plus inspirantes de l'année par la BBC dans leur liste des 100 Women.
En 2016, Alonsoperez s'efforce d'attirer les investisseurs de la Silicon Valley après que l'arrivée de l'application sur le marché chinois se soit révélé difficile. L'année suivante, l'application est lancée sous forme de test sur le marché africain en utilisant la liaison satellite pour fonctionner dans les endroits les plus reculés. Le premier test s'est effectué dans la réserve Loisaba au Kenya pour surveiller les éléphants, les lions, les girafes et les zèbres. D'autres tests et projets pilotes sont prévus aux Pays-Bas, en Australie, au Luxembourg et dans son pays natal, l'Uruguay. Elle est alors invitée à présenter Chipsafer lors de l'Assemblée générale des Nations unies lors du Sommet pour les Solutions à New York et devient l'une de leurs Jeune Leaders pour le développement durable (Young Leaders for sustainable development goals).
En 2018, elle reçoit le Extreme Tech Challenge lors du Consumer Electronics Show de Las Vegas, le plus grand salon d'électronique au monde qui lance sa collaboration avec l'entreprise Cisco Systems.